# ショー原子力発電所
ショー原子力発電所（ショーげんしりょくはつでんしょ、フランス語：Centrale nucléaire de Chooz）は、フランス共和国アルデンヌ県ショー（fr:Chooz）に所在する原子力発電所。施設はマース川の北岸にあり、シャルルヴィル＝メジエールから北へ40km、ベルギーのディナンから南へ25kmに位置している。発電所は3方向がベルギー国境に囲まれた突出地域にあり、首都パリまで210kmの距離がある。

## 概要
ショー原子力発電所はフランス電力の職員680人を含む約900人の従業員が働いている。
ショー原子力発電所は2ヶ所に分かれ、Chooz AとChooz Bの合計3基が建設されていた。この内、最初のChooz Aは非常に特徴的な構造で備え付けられていた。フランス初の加圧水型原子炉の原子炉建屋は地下150m深くに、タービン建屋は地上に設置されていた。原子炉格納容器と4基の蒸気発生器は地下に設けられ、使用済燃料プールの冷却や緊急時の回路については他の地下施設に設けられていた。
1962年、Chooz A を建造する際フランス電力公社（当時）は初めて製造する加圧水型原子炉のライセンスをウェスティングハウス・エレクトリック社から取得した。このためChooz Aは5倍以上の出力を持つシッピングポート炉のコピーであった。1967年に送電網に接続され、305MWの出力を発揮していたが1991年10月30日に運転終了し廃止される。また、Chooz A はベルギーとの共同開発でもあり、合弁会社であるアルデンヌ・フランス＝ベルギー原子力エネルギー会社 （Société d'énergie nucléaire franco-belge des Ardennes、SENA）が運営に関わり、建設にはベルギーのACECO社が参加している。Chooz A はアルデンヌ原子力発電所（Centrale nucléaire des Ardennes、CNA）とも呼称される。
2010年4月、フランス電力は主要1次回路や原子炉格納容器の解体工事について供給元のウェスティングハウス・エレクトリック社が解体することになる。中核部分の廃止措置の段階については2020年から2025年までの間に完了する必要がある。
Chooz B は1996年8月から稼働しているが1980年と1982年には周辺住民による激烈な反対運動が起きている。法執行機関による取り締まりは苛烈を極めた。ヴィルー＝モラン（fr:Vireux-Molhain）にあった2世紀に渡り運営されていた56ヘクタールの製鉄所は1984年に停止されたが、その一部は反核運動に転じた。フランソワ・ミッテラン大統領が新たに選出され、ピエール・モーロワ首相率いる社会主義政権下で建設が実行された。
ショー原子力発電所では2基のChooz Bを利用したニュートリノ振動実験であるダブル・ショー（fr:Double Chooz）が実施されており、2011年11月には最初の実験結果が示されている。

### 原子炉の特性
各原子炉の特性は以下のとおり。
| 原子炉名  | 格納容器形式 （原子炉形式） | 容量（MW）        | 容量（MW）      | 容量（MW）      | 運用者                | 建造者     | 建設開始       | 送電網接続運転開始 | 営業運転開始  | 原子炉の運転終了 |
| 原子炉名  | 格納容器形式 （原子炉形式） | 炉心熱出力（MWt） | 定格出力（MWe） | 平均出力（MWe） | 運用者                | 建造者     | 建設開始       | 送電網接続運転開始 | 営業運転開始  | 原子炉の運転終了 |
| --------- | --------------------------- | ----------------- | --------------- | --------------- | --------------------- | ---------- | -------------- | ------------------ | ------------- | ---------------- |
| Chooz-A   | - (PWR)                     |                   | 320             | 310             | * フランス電力 * SENA | フラマトム | 1962年1月1日   | 1967年4月3日       | 1967年4月15日 | 1991年10月30日   |
| Chooz-B-1 | N4 PWR 1450 (PWR)           | 4270              | 1560            | 1500            | フランス電力          | フラマトム | 1984年1月1日   | 1996年8月30日      | 2000年5月15日 |                  |
| Chooz-B-2 | N4 PWR 1450 (PWR)           | 4270              | 1560            | 1500            | フランス電力          | フラマトム | 1985年12月31日 | 1997年4月10日      | 2000年9月29日 |                  |